# Tuc de Pòdo
El Tuc de Pòdo és una muntanya de 2.729 metres que es troba al Circ de Colomèrs, en el municipi de Naut Aran, a la comarca de la Vall d'Aran.
Originalment el seu nom era Tuc de l'Estany de Cap de Tort, però en el 1879 o 1880 Maurice Gourdon el va rebatejar com "Pouce de Colomèrs", en català "Polze", i que en la seva versió aranesa ha fet més fortuna donada la forma del pic. El nom també s'ha usat per batejar l'estany situat a la seva vessant nord, l'estanh de Pòdo.
El Tuc de Pòdo és un monòlit isolat entre la paret sud del Circ de Colomérs i la carena central que divideix el Circ en dues conques. Durant la fase de màxima glaciació la carena que unia el pic a la paret sud del circ va ser coberta pel gel que fluïa d'una vessant a una altra. Aquesta transfluència de gel entre els dos vessants va erosionar la cresta dels dos extrems del pic de manera que aquesta va quedar molt més baixa.